# Kardam
Kardam byl v letech 777–803 bulharským chánem.
Chán Kardam na trůn nastoupil v době, kdy bylo Bulharsko zmítáno bitvami uvnitř země a boji o trůn. Po nástupu na trůn v roce 777 se Kardam snažil o dvě věci – zachovat mír v zemi a vést boje proti Byzantincům. Boje proti nim začal už chán Asparuch a trvaly celou dobu středověkého Bulharska. Hledal možnosti jak rozšířit území své země na jih a jihozápad, a tak pokračovat v úmyslu chána Asparucha, protože tyto oblasti byli obývány slovanskými kmeny. A Byzantinci je mohli kdykoliv zabrat, a tak bez větších problémů zaútočit na barbarsku zemi – Bulharsko.
Od roku 779 začalo úspěšné období vítězství v bitvách. V tom roce chán Kardam Byzantince porazil v bitvě u řeky Struma a místní slovanské kmeny ho tu přijaly spolu i s jeho vojskem. Později v roce 796 doslova rozbil armádu svých východních sousedů u města Markela ve východní Trákii. Nejlepší byzantští velitelé byli zabiti: „Bulhaři ovládli část armády Byzantinců, sebrali zlato, koně a carské konvoje se služebníky.“ napsal do kroniky byzantský kronikář Teofan Zpovědník.
Car Konstantin VI. se poníženě vrátil do Konstantinopole. Podepsal mírovou smlouvu, ve které se zavázal, že bude Bulharům platit roční daň. Později se však pokusil tento závazek ignorovat, ale neúspěšně. Chán Kardam mu poslal upozornění: „Splň svou povinnost a zaplať daň, nebo napadneme Thrákii!“.
Poslední rok života přežil chán Kardam v pokoji, šťastný, že spojil moc státu se svou mocí. Byl prvním panovníkem v druhé polovině 8. století, který na deset let zabezpečil Bulharsku mír a rozvoj.
| Předchůdce: Telerig | Znak z doby nástupu | Bulharský chán 777–803 | Znak z doby konce vlády | Nástupce: Krum |